# Жанабирлик (Павлодарская область)
Жанабирлик (каз. Жаңабірлік) — село в Железинском районе Павлодарской области Казахстана. Входит в состав Веселорощинского сельского округа. Код КАТО — 554241300.

## Население
В 1999 году население села составляло 159 человек (82 мужчины и 77 женщин). По данным переписи 2009 года, в селе проживало 114 человек (57 мужчин и 57 женщин).